# Chaudhuria caudata
Chaudhuria caudata är en fiskart som beskrevs av Annandale, 1918. Chaudhuria caudata ingår i släktet Chaudhuria och familjen Chaudhuriidae. IUCN kategoriserar arten globalt som otillräckligt studerad. Inga underarter finns listade i Catalogue of Life.